# Calaphis similis
Calaphis similis är en insektsart. Calaphis similis ingår i släktet Calaphis och familjen långrörsbladlöss. Inga underarter finns listade i Catalogue of Life.